# Leptosphaeria galeopsidicola
Leptosphaeria galeopsidicola är en svampart som beskrevs av Petr. 1927. Enligt Catalogue of Life ingår Leptosphaeria galeopsidicola i släktet Leptosphaeria,  och familjen Leptosphaeriaceae, men enligt Dyntaxa är tillhörigheten istället släktet Leptosphaeria,  och familjen Phaeosphaeriaceae. Arten är reproducerande i Sverige. Inga underarter finns listade i Catalogue of Life.